# Rallye Deutschland 2013
Rallye Deutschland 2013 byla 9. soutěž Mistrovství světa v rallye 2013. Soutěž měla 16. rychlostních zkoušek na asfaltu, které se konali 22. - 25. srpna 2013. První rychlostní byla odstartovaná ve čtvrtek v 17:53.

## Úvod
Rallye Deustchland se jel jako 31. ročník. Soutěž začala ve středu, kdy se jel shakedown. Ve čtvrtek ve večerních hodinách začala soutěž první rychlostní zkouškou. V první etapě na jezdce čekali pouze dvě rychlostní zkoušky, které měřily 37,64 km. V pátek měla druhá etapa 6. rychlostních zkoušek, které měřily 131,36 km. Třetí etapa, která se jela v sobotu měla opět 6. rychlostních zkoušek, které měřily 153,70 km. Závěrečná čtvrtá etapa měla dvě rychlotní zkoušky, které měřily 49,16 km.

## Startovní listina
| Top 22 jezdců | Top 22 jezdců               | Top 22 jezdců        | Top 22 jezdců        | Top 22 jezdců           | Top 22 jezdců |
| St. č.        | Tým                         | Jezdec               | Spolujezdec          | Auto                    | Sk.           |
| ------------- | --------------------------- | -------------------- | -------------------- | ----------------------- | ------------- |
| 2             | Citroën Total Abu Dhabi WRT | Mikko Hirvonen       | Jarmo Lehtinen       | Citroën DS3 WRC         | WRC           |
| 3             | Citroën Total Abu Dhabi WRT | Daniel Sordo         | Carlos del Barrio    | Citroën DS3 WRC         | WRC           |
| 4             | Qatar M-Sport WRT           | Mads Ostberg         | Jonas Andersson      | Ford Fiesta RS WRC      | WRC           |
| 5             | Qatar M-Sport WRT           | Evgeniy Novikov      | Ilka Minor-Petrasko  | Ford Fiesta RS WRC      | WRC           |
| 6             | Qatar World Rally Team      | Nasser Al-Attiyah    | Giovanni Bernacchini | Ford Fiesta RS WRC      | WRC           |
| 7             | Volkswagen Motorsport       | Jari-Matti Latvala   | Miikka Anttila       | Volkswagen Polo R WRC   | WRC           |
| 8             | Volkswagen Polo R WRC       | Sébastien Ogier      | Julien Ingrassia     | Volkswagen Polo R WRC   | WRC           |
| 10            | Abu Dhabi Citroën Total WRT | Khalid Al-Qassimi    | Scott Martin         | Citroën DS3 WRC         | WRC           |
| 11            | Qatar World Rally Team      | Thierry Neuville     | Nicolas Gilsoul      | Ford Fiesta RS WRC      | WRC           |
| 12            | Lotos Team WRC              | Michal Kosciuszko    | Maciej Szczepaniak   | Ford Fiesta RS WRC      | WRC           |
| 21            | Jipocar Czech National Team | Martin Prokop        | Michal Ernst         | Ford Fiesta RS WRC      | WRC           |
| 22            | Per-Gunnar Andersson        | Per-Gunnar Andersson | Emil Axelsson        | Ford Fiesta RS WRC      | WRC           |
| 32            | Škoda Auto Deutschland      | Sepp Wiegand         | Frank Christian      | Škoda Fabia S2000       | 2             |
| 33            | Stohl Racing                | Armin Kremer         | Klaus Wicha          | Ford Fiesta RRC         | 2             |
| 36            | Skydive Dubai Rally Team    | Rashid Al-Ketbi      | Karina Happerle      | Ford Fiesta R5          | 2             |
| 38            | Moto Club Igualada          | Ricardo Trivino      | Alex Haro            | Subaru Impreza          | 3             |
| 46            | Marco Vallario              | Marco Vallario       | Antonio Pascale      | Mitsubishi Lancer Evo X | 3             |
| 47            | Dmack - Autotek             | Eyvind Brynildsen    | Maria Andersson      | Ford Fiesta R5          | 2             |
| 51            | Sébastien Chardonnet        | Sébastien Chardonnet | Thibault de la Haye  | Citroën DS3 R3T         | 5             |
| 52            | Quentin Gilbert             | Quentin Gilbert      | Isabelle Galmiche    | Citroën DS3 R3T         | 5             |
| 57            | Federico Della Casa         | Federico Della Casa  | Marco Menchini       | Citroën DS3 R3T         | 5             |
| 58            | ADAC Weser-Ems              | Christian Riedemann  | Lara Vanneste        | Citroën DS3 R3T         | 5             |

## Výsledky

### Celkové výsledky
| Poz. | Jezdec             | Spolujezdec         | Auto                  | Čas       | Rozdíl   |
| ---- | ------------------ | ------------------- | --------------------- | --------- | -------- |
| 1.   | Daniel Sordo       | Carlos del Barrio   | Citroën DS3 WRC       | 3:15:19,4 |          |
| 2.   | Thierry Neuville   | Nicolas Gilsoul     | Ford Fiesta RS WRC    | 3:16:12,0 | +53,0    |
| 3.   | Mikko Hirvonen     | Jarmo Lehtinen      | Citroën DS3 WRC       | 3:17:55,5 | +2:36,1  |
| 4.   | Martin Prokop      | Michal Ernst        | Ford Fiesta RS WRC    | 3:23:20,2 | +8:00,8  |
| 5.   | Robert Kubica      | Maciej Baran        | Citroën DS3 RRC       | 3:24:20,7 | +9:01,3  |
| 6.   | Elfyn Evans        | Daniel Barritt      | Ford Fiesta R5        | 3:24:33,6 | +9:14,2  |
| 7.   | Jari-Matti Latvala | Miikka Anttila      | Volkswagen Polo R WRC | 3:25:14,4 | +9:55,0  |
| 8.   | Haydon Paddon      | John Kennard        | Škoda Fabia S2000     | 3:28:20,6 | +13:01,2 |
| 9.   | Mads Osberg        | Jonas Andersson     | Ford Fiesta RS WRC    | 3:28:47,5 | +13:28,1 |
| 10.  | Evgeniy Novikov    | Ilka Minor-Petrasko | Ford Fiesta RS WRC    | 3:30:37,3 | +15:17,9 |

### Rychlostní zkoušky
| Den                  | Zkouška | Čas   | Jméno                | Délka    | Vítěz                             | Čas     | Avg. spd.  | Vedoucí Rally                     |
| -------------------- | ------- | ----- | -------------------- | -------- | --------------------------------- | ------- | ---------- | --------------------------------- |
| 1. etapa (22. srpna) | RZ1     | 17:53 | Blankenheim          | 23,54 km | Sébastien Ogier Julien Ingrassia  | 12:09,8 | 116,1 km/h | Sébastien Ogier Julien Ingrassia  |
| 1. etapa (22. srpna) | RZ2     | 19:58 | Sauertal             | 14,10 km | Sébastien Ogier Julien Ingrassia  | 7:23,4  | 114,5 km/h | Sébastien Ogier Julien Ingrassia  |
| 2. etapa (23. srpna) | RZ3     | 10:43 | Mittelmosel 1        | 22,95 km | Thierry Neuville Nicolas Gilsoul  | 13:33,9 | 101,5 km/h | Jari-Matti Latvala Miikka Anttila |
| 2. etapa (23. srpna) | RZ4     | 11:31 | Moselland 1          | 22,79 km | Thierry Neuville Nicolas Gilsoul  | 14:10,9 | 96,4 km/h  | Jari-Matti Latvala Miikka Anttila |
| 2. etapa (23. srpna) | RZ5     | 12:24 | Grafschaft 1         | 19,94 km | Thierry Neuville Nicolas Gilsoul  | 11:44,3 | 101,9 km/h | Jari-Matti Latvala Miikka Anttila |
| 2. etapa (23. srpna) | RZ6     | 16:12 | Mittelmosel 2        | 22,95 km | Thierry Neuville Nicolas Gilsoul  | 13:20,1 | 103,3 km/h | Jari-Matti Latvala Miikka Anttila |
| 2. etapa (23. srpna) | RZ7     | 17:00 | Moselland 2          | 22,79 km | Jari-Matti Latvala Miikka Anttila | 13:57,9 | 97,9 km/h  | Jari-Matti Latvala Miikka Anttila |
| 2. etapa (23. srpna) | RZ8     | 17:53 | Grafschaft 2         | 19,94 km | Jari-Matti Latvala Miikka Anttila | 11:33,9 | 103,6 km/h | Jari-Matti Latvala Miikka Anttila |
| 3. etapa (24. srpna) | RZ9     | 08:03 | Stein & Wein 1       | 26,54 km | Sébastien Ogier Julien Ingrassia  | 14:54,9 | 106,8 km/h | Jari-Matti Latvala Miikka Anttila |
| 3. etapa (24. srpna) | RZ10    | 09:06 | Peterberg 1          | 9,23 km  | Daniel Sordo Carlos del Barrio    | 5:08,9  | 107,6 km/h | Jari-Matti Latvala Miikka Anttila |
| 3. etapa (24. srpna) | RZ11    | 10:29 | Arena Panzerplatte 1 | 41,08 km | Sébastien Ogier                   | 23:33,8 | 104,6 km/h | Jari-Matti Latvala Miikka Anttila |
| 3. etapa (24. srpna) | RZ12    | 14:25 | Stein & Wein 2       | 26,54 km | Sébastien Ogier Julien Ingrassia  | 15:51,8 | 100,4 km/h | Thierry Neuville Nicolas Gilsoul  |
| 3. etapa (24. srpna) | RZ13    | 15:28 | Peterberg 1          | 9,23 km  | Daniel Sordo Carlos del Barrio    | 5:29,8  | 100,8 km/h | Daniel Sordo Carlos del Barrio    |
| 3. etapa (24. srpna) | RZ14    | 16:54 | Arena Panzerplatte 2 | 41,08 km | RZ Zrušena                        |         |            | Daniel Sordo Carlos del Barrio    |
| 4. etapa (25. srpna) | RZ15    | 09:18 | Dhrontal 1           | 24,58 km | Daniel Sordo Carlos del Barrio    | 15:49,1 | 93,2 km/h  | Daniel Sordo Carlos del Barrio    |
| 4. etapa (25. srpna) | RZ16    | 11:36 | Dhrontal 2           | 24,58 km | Sébastien Ogier Julien Ingrassia  | 15:37,9 | 94,7 km/h  | Daniel Sordo Carlos del Barrio    |